# Tolkmicko (gemeente)
De gemeente Tolkmicko is een stad- en landgemeente in het Poolse woiwodschap Ermland-Mazurië, in powiat Elbląski.
De zetel van de gemeente is in Tolkmicko.
Op 30 juni 2004 telde de gemeente 6631 inwoners.

## Oppervlakte gegevens
In 2002 bedroeg de totale oppervlakte van gemeente Tolkmicko 225,3 km², waarvan:
- agrarisch gebied: 20%
- bossen: 25%

De gemeente beslaat 15,75% van de totale oppervlakte van de powiat.

## Demografie
Stand op 30 juni 2004:
| Omschrijving                   | Totaal | Totaal | Vrouwen | Vrouwen | Mannen | Mannen |
| ------------------------------ | ------ | ------ | ------- | ------- | ------ | ------ |
| eenheid                        | aantal | %      | aantal  | %       | aantal | %      |
| inwoners                       | 6631   | 100    | 3350    | 50,5    | 3281   | 49,5   |
| bevolkingsdichtheid (inw./km²) | 29,4   | 29,4   | 14,9    | 14,9    | 14,6   | 14,6   |

In 2002 bedroeg het gemiddelde inkomen per inwoner 1374,65 zł.

## Aangrenzende gemeenten
Elbląg, Elbląg, Frombork, gmina miejska Krynica Morska, Milejewo, Młynary, Sztutowo